# هورنی رادسلاویتسه
هورنی رادسلاویتسه (به چکی: Horní Radslavice) یک منطقهٔ مسکونی در جمهوری چک است که در ناحیه ژدار ناد سازاووو واقع شده‌است. هورنی رادسلاویتسه ۴٫۶۷ کیلومتر مربع مساحت و ۹۵ نفر جمعیت دارد و ۵۱۴ متر بالاتر از سطح دریا واقع شده‌است.